# Masoko (Tanzania)
Masoko è una circoscrizione urbana (urban ward) della Tanzania situata nel distretto di Kilwa, regione di Lindi. Conta una popolazione di 13 601 abitanti (censimento 2012).